# La Motte-de-Galaure
La Motte-de-Galaure är en kommun i departementet Drôme i regionen Auvergne-Rhône-Alpes i sydöstra Frankrike. Kommunen ligger i kantonen Saint-Vallier som tillhör arrondissementet Valence. År 2018 hade La Motte-de-Galaure 794 invånare.

## Befolkningsutveckling
Antalet invånare i kommunen La Motte-de-Galaure
Referens:INSEE